# 哈维尔·罗德里格斯·莫雷诺
哈维尔·罗德里格斯·莫雷诺（西班牙語：Javier Rodríguez Moreno，2002年7月22日—），西班牙男子手球运动员。他曾代表西班牙国家队参加2024年夏季奥林匹克运动会男子手球比赛，获得一枚铜牌。